# Transformatorenstation Kospa
Die Transformatorenstation Kospa ist eine ehemalige Anlage der Stromversorgung im Ortsteil Kospa der Stadt Eilenburg im Nordwesten von Sachsen am Rand der Dübener Heide. Sie war 108 Jahre in Betrieb, ehe sie 2021 stillgelegt wurde. Der Trafoturm ist aufgrund seiner technikgeschichtlichen Bedeutung und als Zeugnis der Elektrifizierung des ländlichen Raumes ein eingetragenes Kulturdenkmal in der Denkmalliste des Landesamtes für Denkmalpflege Sachsen.

## Lage
Die Transformatorenstation liegt im Eilenburger Ortsteil Kospa südlich des historischen Rundlings in markanter Lage an der Gabelung der Gallener Landstraße und der Straße Zur Mühle.

## Geschichte
Die Transformatorenstation wurde 1913 in Betrieb genommen. Sie diente der Umwandlung der vom Schanzberg kommenden Mittelspannungsleitung in die Niederspannung des Ortsnetzes Kospa. Im Zuge der Erneuerung des Stromnetzes in und um Kospa wurde 2019 eine neue Transformatorenstation in der Straße Am Ring errichtet. Damit einher ging die Verlegung von etwa 5000 Metern Mittelspannungsfreileitung und 2100 Metern Niederspannungsfreileitung unter die Erde. Im Sommer 2021 wurde der Trafoturm stillgelegt. Der ehemalige Betreiber enviaM übergab das denkmalgeschützte Bauwerk an die Stadt Eilenburg, die dort wie in den anderen ausgedienten Trafotürmen im Stadtgebiet Nistplätze schaffen möchte. Die Betreuung wurde dem Landschaftspflegeverband Nordwestsachsen übertragen.

## Baubeschreibung
Die Transformatorenstation Kospa ist als Turmstation ausgeführt worden. Das Bauwerk steht auf einem quadratischen Grundriss und misst neuneinhalb Meter Höhe. Jeweils oberhalb des Sockels und im Verlauf des Schafts verjüngt sich der Turm. Der Schaft schließt mit einem weit auskragendem hölzernen Traufgesims ab. Das aufgesetzte Dach ist als geschweiftes Pyramidendach in Biberschwanzdeckung ausgeführt und wird von einer Kugelspitze bekrönt. Der Putz, die Gestaltung des Sockels und die in der Nordfassade eingebaute Tür stammen aus späterer Zeit und entsprechen nicht dem historischen Original.